# Параконьєв Костянтин Йосипович
Параконьєв Костянтин Йосипович (8 вересня 1920 — 22 березня 1987) — український радянський актор та режисер театру, кіноактор. Справжнє прізвище Пароконьєв. Народився у селі Володимирівка, Кіровоградської області. Народний артист України (27 березня 1979 р.). Лауреат Державної премії УРСР ім. Т. Шевченка. (6 березня 1970 р.)

## Дитинство та юність
Його батько Йосип Іванович Пароконєв, росіянин, був вчителем церковно-приходської школи, походив з родини службовця. Мати, Іустинія (Вустина) Іванівна, була українка, селянка. У сім'ї було 7 дітей, три доньки — Катерина, Марія, Антоніна, та четверо синів — Георгій, Аркадій, Костянтин та молодший Віталій. Старші брати Кості, Георгій та Аркадій, згодом, брали участь у Німецько-радянській війні, а молодший Віталій став художником. 
Закінчивши на «відмінно» 10 класів середньої школи № 25 м. Кірова (тепер Кропивницький), Костянтин, з 1936 р. до 1939 р., навчався в драматичній студії кірововського Палацу піонерів (режисер С. Бабіч). 
У 1937 році, його батька, за наклепом, було репресовано у зв'язку з буцім-то його участю у контрреволюційній військово-офіцерській організації з метою повалення Радянської влади та відправлено у концентраційний табір у Комі РСР. Більше свого батька юний Костя не бачив. Тільки у 1957 році його батька було реабілітовано й сім'я отримала листа від Військового трибуналу Сибірського військового округу, що діло Йосипа Пароконєва було припинено за відсутністю змісту злочину.
Щоб уберегти сина від можливих наслідків репресій щодо його батька, мати віддала маленького Костю до родичів у Зінов'євськ (одна з колишніх назв Кропивницького). У 1940 р. вступив до Кіровоградського педагогічного інституту ім. О. С. Пушкіна на літературний факультет, російський відділ. Паралельно працював у Палаці піонерів. Закінчив перший курс.
Але у червні 1941 року війна перервала навчання. Дирекція Палацу піонерів обіцяла забрати з собою в евакуацію, але крадькома виїхала вночі, не виплативши юнаку зарплату. А 5 серпня 1941 р., Кіровоград вже було окуповано німецькими військами. Залишившись без засобів існування, Костя з жовтня 1941 р. жив у родичів у селі Косогорівка Кіровоградської області, працював у колгоспі. З вересня 1942 р. працював з меншим братом Віталієм у художній майстерні при будівельній конторі художником (малював картини) до1943 р. В січні 1943 р. вступив до хору російсько-українського театру і працював там до грудня 1943 р. в Кіровограді. У тому ж грудні був вивезений за кордон у табір для східних робітників.
Наприкінці війни, З травня 1945 року, Параконьєв був звільнений частинами Радянської Армії. Вже з 13 травня 1945 року він працював у дорожньому батальйоні керівником художньої самодіяльності. А 24 серпня 1945 року повернувся в м. Кіровоград.

## Творчий шлях
За призначенням обласного відділу культури, з 15 вересня 1945 року, почав працювати артистом в обласному українському музично-драматичному театрі. Тут, протягом 22 років, розквіт й змужнів багатогранний талант К. Й. Параконьєва. 
Він зіграв багато ролей, включаючи блискучу роль хана Гірея у виставі «Маруся-Богуславка» М. Старицького, Апраша у п'єсї М.Старицького «Циганка Аза» (1958) р. Але творча доля К. Параконьєва в театрі рідного Кіровограда була складною. Протягом всього його життя в цьому місті актору не могли забути про перебування на окупованій території та примусовий вивіз за кордон. Незважаючи на те, що актор грав великі та значні ролі, події минулого життя давалися взнаки. Як тільки керівництво театру подавало документи на присвоєння йому почесного звання «Заслужений артист УРСР», анонімний донос в органи місцевої влади нагадував про «минуле». Жити і працювати під таким тягарем уже тоді провідному артисту театру було важко. 
П'ятдесяті роки стали періодом розквіту К. Параконьєва: на сцені кіровоградського театру ім. Кропивницького він створив надзвичайно цікаві образи — Федора Протасова («Живий труп» Л. Толстого), актора Сатіна («На дні» М.Горького) та поставив декілька вистав, зокрема, «Мартина Борулю» І. Карпенка-Карого, «Сержант міліції» І. Лазутіна, «Каса маре» І. Друце, «Людина з зірки» К.Ветлінгера… Навчаючись заочно на режисерському факультеті у київському інституті театрального мистецтва ім. І. Карпенко-Карого з 1962 до 1966 року, Костянтин Параконьєв успішно закінчив його, отримавши диплом з відзнакою. Але новий донос змусив його замислитись над подальшим перебуванням в цьому театрі, тим більше, що на цей час Параконьєв став уже відомим актором в Україні і його багато разів запрошували до інших театрів. Якраз в цей час С. Сміян, режисер Запорізького театру ім. М. Щорса (нині театр ім. В. Магара), сам приїхав в Кіровоград до К. Параконьєва з персональним запрошенням працювати в цьому знаному театрі і артист дав згоду. 
Таким чином, у 1967 році, К. Параконьєв прийшов до Запорізького музично-драматичного театру імені Щорса (нині театр імені В. Г. Магара), щоб стати одним із найкращих у творчому колективі, працюючи, як актор, і як режисер. Він практично жив на два міста з Кіровограду він їздив до Запоріжжя, і навпаки. 
Такі ролі, як Карбишев («Коли мертві оживають» І. Рачади), громадський обвинувач Шелагін («Судова хроніка» Я.Волчека), герой війни Коваленко («Бережи мою тайну» В. Собка), Берьозкін («Золота карета» Л. Леонова) талановитий артист наповнив високим громадянським змістом й психологічною глибиною. 
Глядачі й преса високо оцінили сценічну виразність, емоційність, виховне звучання кожного образу, створеного Параконьєвим. В успіху вистав «Мої друзі», «Банкір», «Пам'ять серця» О.Корнійчука, відзначених українською республіканською пресою і нагородами, велика заслуга Параконьєва, який прекрасно виконав тут складні центральні ролі — Касьяна Римара, Романа Кручі, Антоніо Террачині. Виконавець знаходить найпривабливіші риси і сценічні фарби для розкриття характеру сучасника, якого турбують проблеми моралі, збереження миру на землі.

Образ Ярослава Мудрого з однойменної драми І. Кочерги за своїм філософським змістом, багатогранністю історичного характеру, можна вважати одним з найскладніших у світовому репертуарі. ПЛІДНА СПІВПРАЦЯ З РЕЖИСЕРОМ С. СМІЯНОМ НАД ЦИМ ТВОРОМ ПРИНЕСЛА ВЕЛИКИЙ ТВОРЧИЙ УСПІХ. За цю виставу режисер-постановник С. Сміян та К. Параконьєв, як виконавець головної ролі, в 1970 р. (6 березня), одержали Державну премію УРСР ім. Т. Г. Шевченка. Виконуючи цю роль у виставі театру ім. М.Щорса, Параконьєв досяг прекрасних результатів і став першим українським актором, нагородженим цією премією Молодший брат Параконьєва Віталій навіть намалював портрет брата у ролі Ярослава Мудрого, але, на жаль, Костянтину Параконьєву не судилося побачити закінчену роботу брата, за причини своєї передчасної смерті. 
Акторові були підвладні ролі будь-якого жанру і художнього виміру. Він був переконливий в сучасній психологічній драмі (Гречаний — «Рідний дім» І. Шамякіна) і в музичній комедії, де виявляв прекрасні вокальні дані (Чезаре — «Поцілунок Чанїти» Ю. Мілютіна), в зарубіжній класиці (Ренар — Марія Тюдор" В. Гюго) і в українському класичному репертуарі (Хан Гірей — «Маруся Богуславка» М. Старицького 1948 р.), Нептун і Анхіз — «Енеїда» І. Котляревського).
На сцені жив серцем, чітко і точно вибудовуючи біографію та характер персонажа.
В арсеналі Параконьєва була й гарна акторська статура (фактура), й виразний жест, і емоційне слово, але найбільшим багатством був його голос. Сильний, мелодійний, красивого тембру "оксамитовий « баритон (в нижніх регістрах — баритональний бас), був щедрим на найтонкіші нюанси почуттів, зачаровуючи глядача. В українському класичному репертуарі невід'ємною частиною п'єс були музичні сцени з танцями та піснями. І тут його музичне обдарування розкривалося повною мірою.
Як режисер, Параконьєв виявляв вміння ретельно працювати з акторами, вирішувати виставу у свіжій образній формі. Про це свідчить успіх таких вистав, як „Останні“ М. Горького, „Бережи мою тайну“ В. Собка, „А зорі тут тихі…“ Б. Васильєва, „Забути Герострата“ Г. Горіна та інших.
Інтелігентність, строгість, інтелектуальна заглибленість — ось ті риси характеру Костянтина Йосиповича, які вирізняли його з-поміж інших талановитих колег. Приємний баритон і струнка фігура увиразнювали внутрішню витонченість артиста. Він жив театром, часто не щадив себе, працюючи над роллю, а особливо, працюючи над виставою. Він не був актором форми, а вживався у роль усією своєю душею. За свої сорок два роки творчої діяльності, він зіграв близько 400 ролей.
Протягом усього творчого життя Костянтина Йосиповича, у обох театрах, з ним працювала його дружина Тетяна. Вона була артисткою балету й виконувала ролі у амплуа „інженю“ (підліток). Вона завжди була його міцною підтримкою, й усі рішення приймались разом, як це часто й буває у творчих сім'ях.
Костянтин Йосипович також брав активну участь у громадському житті. Він був членом військово-шефської комісії театру, також обіймав посаду голови осередку Українського Театрального Товариства (УТТ). Артист також надавав велику допомогу художній самодіяльності міста Запоріжжя та області.
Протягом його роботи у кіровоградському та запорізькому театрах деякі неуважні адміністратори та працівники дирекції театру „змінили“ прізвище Костянтина Йосиповича на Параконьєв, пишучі його прізвище через літеру „а“, й друкуючи його ім'я таким чином на афішах, програмках, та навіть в деяких офіційних документах, яке, з часом, міцно закріпилось, як щось на кшталт його сценічного псевдоніму. Але, за паспортом та в основних офіційних документах, його прізвище завжди залишалось Пароконьєв.
Костянтин Йосипович Параконьєв помер 22 березня 1987 року. Похований на Першотравневому цвинтарі у місті Запоріжжя.

## Робота в кіно
Незважаючи на те, що театральних акторів не дуже охоче відпускали на кінозйомки, Костянтину Параконьєву все-таки вдалось знятись у декількох кінокартинах. Йому поталанило грати разом з такими відомими радянськими кіноакторами, такими як Михайло Пуговкін, Борислав Брондуков, Іван Миколайчук та іншими. Ось фільми, у яких знявся Костянтин Параконьєв:
- 1962 р. — „Дивак-людина“ — шахрай Бардадим
- 1964 р. — „Сон“ — сільський муляр
- 1972 р. — „Сімнадцятий трансатлантичний“ — помполіт Савва Іванович
- 1973 р. — „Повість про жінку“

## Основні акторські роботи
У МУЗИЧНО-ДРАМАТИЧНОМУ ТЕАТРІ ІМ. МАРКА КРОПИВНИЦЬКОГО, м. КІРОВОГРАД
- Л. Толстой. „Живий труп“. Фєдя Протасов. 1949 рік. Режисер Станіславський.
- М. Горький. „На дні“. Актор. 1950 р. Режисер Вс. Биковець.
- В. Минко. „Не називаючи прізвищ“. Максим Кочубей. 1953 р. Режиссер Вс. Биковець.
- М. Горький. „Єгор Буличов“. Олексій. 1953 р. Режисер О. Сапсай.
- М. Старицький. „Не судилось“. Білохвостов. 1954 р. Режисер М. Донець.
- Сокіл. „Червона калина“. Яків Тризна. 1954 р. Режисер М. Донець.
- Аркас. Опера „Катерина“. За поемою Т.Шевченка. Батько.1955 р. Режисер М.Донець.
- Арбузов. „Роки мандрувань“. Вєдьорніков. 1955 р. Режисер Вс. Биковець.
- О. Корнійчук. „Платон Кречет“. Платон. 1955 р. Режисер Лєбєдєв.
- Коженьовський. „Карпатські гуцули“. Антось Ревізорчук. 1956 р. Режисер І. Казнадій.
- І. Дунаєвський. „Біла акація“. Костя Купріянов. 1956 р. Режисер М. Донець.
- І. Микитенко. „Соло на флейті“. Григорій Ярчук. 1957 р. Режисер І. Казнадій.
- Вс. Вишневський. „Оптимістична трагедія“. Олексій. 1957 р. Режисери М.Донець та І.Казнадій.
- І. Тобілевич. „Хазяїн“. Карл Курт. 1957 р. Режисер І. Казнадій.
- М. Кропивницький. „Замулені джерела“. Николай Необачный. (роль російською мовою). 1957 р. Режисер І. Казнадій.
- М. Старицький. „Циганка Аза“. Апраш. 1958 р. Режисер М. Донець.
- М. Кропивницький (за М.Гоголем). „Вій“. Тит Халява. 1959 р. Режисер М. Донець.
- Лопе-де-Вега. ‘’ Фуенте Овехуна’’. Командор. 1959 р. Режисер М. Донець.
- М. Старицький. „Маруся Богуславка“. Хан Гірей. 1960 р. Реж. М. Донець.
- Штейн. „Океан“. Олександр Платонов. 1961 р. Реж. О. Гриб.
- Лістов. ‘’Севастопольський вальс’’. Дмитро Аверін. 1961 р. Режисер М. Янковський.
- Мдівані. „День народження Терези“. Едлай Гамільтон-художник. 1962 р. Реж. О. Гриб.

У музично-драматичному театрі ім. Щорса (нині В. Г. Магара), м. Запоріжжя
- Римар — „Мої друзі“ О. Корнійчука (1967 р.)
- Роман Круча — „Банкір“ О. Корнійчука (1968 р.)
- Ярослав — „Ярослав Мудрий“ І. Кочерги (1969 р.)
- Антоніо Террачіні — „Пам'ять серця“ О. Корнійчука (1969 р.)
- Апраш, Лопух — „Циганка Аза“ М. Старицького (1970 р.)
- Гетьман — „Запорізька Січ“ О. Коломійця (1972 р.)
- Кримов — „Здрастуй, Кримов!“ Р. Назарова (1972 р.)
- Симон Ренар — „Марія Тюдор“ В. Гюго (1975 р.)
- Берьозкін — „Золота карета“ Л. Леонова (1977 р.)
- Виговський — „Навіки разом“ Л. Дмитерка (1978 р.)
- Платон Ангел — „Дикий Ангел“ О. Коломійця (1979 р.)
- Тіт — „Тіт Андронік“ В. Шекспіра (1983 р.)
- Дронов — „Все залишається людям“ С. Альошина (1984 р.)
- Верещакін — „Потомки запорожців“ О. Довженка (1985 р.)
- Бальбоа — „Дерева вмирають стоячи“ А. Касони (1985 р.)
- Анатолій Семонович — „Змієлов“ Кареліна (1986 р.)
- Андронаті — „У неділю рано зілля копала“ за О.Кобилянською

## Режисерські постановки
- Бережи мою тайну» В. Собка — 1967 р.
- «Останні» М. Горького — 1968 р.
- «Вдови» І. Рачади — 1969 р.
- «Пам'ять серця» О. Корнійчука — 1969 р.
- «Є така партія!» І. Рачади — 1970 р.
- «Дніпрові зорі» Я. Баша — 1970 р.
- «Ей, ти, здрастуй!» Г. Мамліна — 1971 р.
- «Запорізька Січ» О. Коломійця — 1972 р.
- «А зорі тут тихі…» за Б. Васильєвим — 1972 р.
- «Повість про кохання» («Голубі олені») О. Коломійця — 1973 р.
- «Червона калина» В. Сокола — 1973 р.
- «Забути Герострата!» Г. Горіна — 1974 р.
- «Без вини винуваті» О. Островського — 1974 р.
- «Заграва над Хортицею» П. Ребра — 1977 р., 1985 р.
- «В степах України» О. Корнійчука — 1983 р.
- «Дерева вмирають стоячи» — 1985 р.
- «Потомки запорожців» — 1985 р.